# Колективизација
Колективизација (лат. colligere - задружити) процес је претварања приватне својине (некретнина и средстава за рад) у неки облик заједничке својине - државну или друштвену својину, преко стварања колектива, колективних газдинстава, задруге, колхоза и сл, који може бити добровољни или принудни.
Колективизација је најчешће везана за екстремне идеологије као што су: комунизам, нацизам, фашизам и сл., које приватну својину сматрају препреком за остварење својих идеалистичких циљева.

## Историја пре 20. века
Мала група земљорадничких или сточарских породица које живе заједно на комаду земље којим се заједнички управља један је од најчешћих животних аранжмана у читавој људској историји, који су постојали и такмичили се са индивидуалистичким облицима својине (као и организованим државним власништвом ) од почетака пољопривреде.
Приватно власништво је постало доминантно у великом делу западног света и стога је боље проучавано. Процес којим су заједничка земља и друга имовина Западне Европе постали приватна је фундаментално питање иза погледа на имовину.
Карл Маркс је веровао да је систем који је назвао примитивним комунизмом (заједничко власништво) неправедно окончан експлоататорским средствима које је назвао примитивном акумулацијом. Насупрот томе, капиталистички мислиоци постулирају да је по принципу имања онај ко први ради на земљи прави власник.

### Студије случаја

#### Мексико
Под царством Астека, централни Мексико је био подељен на мале територије зване калпули, које су биле јединице локалне администрације које су се бавиле пољопривредом, као и образовањем и религијом. Калпули су се састојали од низа великих проширених породица са претпостављеним заједничким претком, од којих се свака састојала од низа нуклеарних породица. Сваки калпули је поседовао земљу и давао је појединим породицама право да обрађују делове. Када су Шпанци освојили Мексико, заменили су ово системом поседа које је шпанска круна доделила шпанским колонистима, као и енкомијендама, феудално право превласти, колонисти су добили у одређеним селима, и репартимиенто или систем домородачког присилног рада.
Након Мексичке револуције, нови устав из 1917. године укинуо је сваки остатак феудалних права које су власници хацијенда имали над заједничком земљом и понудио развој ејидоса: заједничких фарми формираних на земљишту које је мексичка влада купила од великих имања.

#### Ирокези и Хурони из Северне Америке
Хјурони су имали у суштини комунални систем власништва над земљом. Француски католички мисионар Габријел Сагард описао је основе. Хјурони су имали „онолико земље колико им је потребно“ Као резултат тога, Хурони су могли да дају породицама сопствену земљу и још увек имају велику количину вишка земље у заједничком власништву. Сваки Хурон је био слободан да очисти земљу и фарму на основу плодоуживања. Задржавао је посед земље све док је наставио да је активно обрађује и негује поља. Након што би напустио земљу, она би поново прешла у заједничко власништво и свако је могао да је преузме за себе. Иако се сматра да су Хурони имали земљу одређену за појединце, значај ових поседа је вероватно била од малог значаја. Смештање посуда за складиштење кукуруза у дугим кућима, које су смештале више породица у једној сродничкој групи, сугерише да су станари дате дугачке куће држали сву производњу заједнички.
Ирокези су имали сличан комунални систем расподеле земље. Племе је поседовало сву земљу, али је дало трактате различитим клановима за даљу расподелу међу домаћинствима ради обраде. Земља би се редистрибуирала међу домаћинствима сваких неколико година, а клан би могао тражити прерасподелу трактата када се окупи Веће мајки клана. Они кланови који су злоупотребили своју додељену земљу или на други начин нису водили рачуна о њој били би упозорени и на крају кажњени од стране Савета мајки кланова тако што би се земља прерасподелила другом клану. Земљишна својина је заправо била само брига жена, пошто је женски посао био да гаје храну, а не мушки.
Савет мајки кланова је такође резервисао одређене површине земље да је обрађују жене из свих различитих кланова. Храна из таквих земаља, звана kěndiǔ"gwǎ'ge' hodi'yěn'tho, користила би се на фестивалима и великим скуповима већа.

### Руско царство
Обшина (рус. дословно: „комуна“) или мир рус. мир, буквално: "друштво" (једно од значења)) или Селское обшество (рус. сельское общество („Рурална заједница“, званични термин у 19. и 20. веку) биле су сељачке заједнице, за разлику од индивидуалних имања, или хутора, у царској Русији. Термин потиче од речи обсиј, обсхцхии (уобичајено).
Огромна већина руских сељака држала је своју земљу у заједничком власништву у оквиру заједнице мир, која је деловала као сеоска власт и задруга. Обрадиво земљиште је подељено на делове на основу квалитета земљишта и удаљености од села. Свако домаћинство је имало право да захтева једну или више трака из сваког дела у зависности од броја одраслих у домаћинству. Сврха ове алокације није била толико социјална (сваком према његовим потребама) колико је била практична (да свако плаћа свој порез). Поруке су периодично поново додељиване на основу пописа, како би се обезбедио правичан део земље. То је спроводила држава, која је имала интерес да домаћинства плате порез.

## Марксистичка гледишта
Од свих верзија социјализма, марксизам је ишао најдаље с теоријом укидања приватног властинштва и увођења државног. Ликвидација приватног власништва у пољопривреди уклапа се у опште догме марксизма. Идеолози марксизма су сматрали сељаке окорелим конзервативцима за револуцију и претерано везаним за њихово пољопривредно земљиште. Укидање приватне пољопривредне имовине названо је колективизацијом, а прве такве колективне формуле назване су колхозима у Совјетском Савезу.

## Спровођење колективизације
Колективизација је у комунистичким земљама, по правилу, спровођена насилно уз јаке репресивне мере. У периоду од 1946. до 1962. године сељаци су водили тешке борбе с властима око питања колективизације. Стотине хиљада сељака било је затварано и премлаћивано јер су се опирали колективизације, а неки су се, као у Румунији, борили у планинама с оружјем у рукама против одузимања њиховог пољопривредног земљишта.
Стварањем државне својине кроз национализацију и конфискацију, као и привредним планирањем и колективизацијом, мењана је привредна и социјална структура и стваран економски амбијент у ком је, у етатизованој привреди, све токове контролисала комунистичка партија на власти. Сви ти процеси у земљама Источног блока одвијали су се уз будан идеолошко-политички надзор СССР-а, који је делио критике и одређивао смернице развоја појединих земаља.

## Земље у којима је било колективизације
Током 20. века колективизација је принудно спроведена у Совјетском Савезу, Бугарској, Чехословачкој, Југославији, НР Кини, Куби, Мађарској, Румунији, Источној Немачкој, Северној Кореји, Танзанији и Вијетнаму. Постоје примери добровољне колективизације у Индији, Израелу и Мексику.

### Совјетски Савез
У оквиру првог петогодишњег плана, колективизацију је у Совјетском Савезу увео генерални секретар Јосиф Стаљин током касних 1920-их као начин да се, према политици социјалистичких лидера, подстакне пољопривредна производња кроз организацију земље и рада у велике колективне фарме (колхози). У исто време, Јосиф Стаљин је тврдио да ће колективизација ослободити сиромашне сељаке од ропства под кулацима (власницима пољопривредног земљишта).
Совјетска комунистичка партија је прибегла стрељању и масовном депортацији пркосних кулака у Сибир да би спровела план (погледајте: декулакизација). У Украјини је уништен вековни систем земљорадње.
У периоду 1932–1933, око 11 милиона људи, 3–7 милиона само у Украјини, умрло је од глади након што је Стаљин натерао сељаке у колективе (погледајте: Голодомор). Тек 1940. године, пољопривредна производња је коначно превазишла нивое пре колективизације.
Колективизација широм Молдавске Совјетске Социјалистичке Републике није била агресивна све до раних 1960-их због усредсређености совјетског руководства на политику русификације Молдаваца у руски начин живота. Велики део колективизације у Молдавији одвио се у Придњестровљу, у Кишињеву, данашњем главном граду Молдавије. Већину директора који су регулисали и водили процес колективизације поставили су званичници из Москве.
Ефикасност колективних фарми у Совјетском Савезу је дискутабилна. Совјетски чланак из марта 1975. открио је да је 27% укупне вредности совјетских пољопривредних производа произведено на приватним фармама упркос чињеници да су се састојале од мање од 1% обрадивог земљишта (отприлике 20 милиона хектара), што их чини отприлике 40 пута. ефикаснијим од колективних фарми.

### Румунија
У Румунији је колективизација земљишта почела 1948. године и трајала је више од једне деценије све до њеног практичног искорењивања 1962. У Румунији је понекад морала да се употреби сила за спровођење колективних пољопривредних пракси. Колективна пољопривреда у Румунији била је покушај да се спроведе комунистички план СССР-а. Нажалост, ови покушаји су често били неуспешни. Стриктно придржавајући се овог совјетског плана, имплементација комунизма у Румунији је неизбежно створила дилеме и доприносе који су довели до насиља. Клигман и Вердери наводе: „Колективизација насиља се тада појављује мање као одвратност него као производ социокултурног обликовања и дубоких проблема са начином на који је совјетски план дошао да се имплементира... уместо постепеног и интегрисаног процеса померања са један облик друштва у други, румунско друштво у совјетској орбити се потпуно реартикулисало, процес у коме је насиље било неизбежно“.
С друге стране, како Клигман и Вердери објашњавају, „Колективизација је донела неоспорне користи неким сеоским становницима, посебно онима који су имали мало или нимало земље. То их је ослободило рада на туђим пољима и повећало њихову контролу над надницама, дајући њиховој свакодневној егзистенцији стабилност која им је раније била непозната.“

### Бугарска
буг. Трудово кооперативно земеделско стопанство је био назив за колективну пољопривреду у Бугарској

### Вијетнам
Демократска Република Вијетнам је спровела колективну пољопривреду иако је дејуре постојало приватно власништво. Почевши од 1958. године колективна пољопривреда је гурнута тако да је до 1960. године 85% фармера и 70% пољопривредног земљишта било колективизовано, укључујући и оне које су заплењене силом. Међутим, комунистичко руководство је сматрало да је колективизација полумера у поређењу са пуним власништвом државе.
Након пада Сајгона 30. априла 1975, Јужни Вијетнам је накратко дошао под власт Привремене револуционарне владе, марионетске државе под војном окупацијом од стране Северног Вијетнама, пре него што је званично поново уједињен са Севером под комунистичком влашћу као Социјалистичка Република Вијетнам другог јула 1976. године. По преузимању контроле, вијетнамски комунисти су забранили друге политичке партије, ухапсили осумњичене за које се верује да су сарађивали са Сједињеним Државама и кренули у масовну кампању колективизације фарми и фабрика. Приватно власништво над земљом је трансформисано у државно и колективно власништво. Обнова ратом разорене земље била је спора, а комунистички режим се суочио са озбиљним хуманитарним и економским проблемима.
У историјском заокрету 1986. године, Комунистичка партија Вијетнама је спровела реформе слободног тржишта познате као Đổi Mới (Реновирање). Пошто је ауторитет државе остао неоспоран, подстицана су приватна предузећа, дерегулација и стране инвестиције. Власништво над земљом је ипак искључиви прерогатив државе. Привреда Вијетнама је остварила брз раст у пољопривредној и индустријској производњи, грађевинарству и становању, извозу и страним инвестицијама. Међутим, моћ Комунистичке партије Вијетнама над свим органима власти остаје чврста, спречавајући потпуно власништво над земљом. Сукоби између државе и приватних пољопривредника око права на земљиште су порасли са потенцијалом да изазову друштвену и политичку нестабилност.
Међутим, упркос реформама, преко 50% свих фарми у Вијетнаму остале су колективне задруге (преко 15.000 пољопривредних задруга у Вијетнаму), а скоро сви фармери су били чланови неке врсте задруге. Држава је такође снажно подстицала колективну задружну пољопривреду у односу на приватну пољопривреду.

### Мађарска
У Мађарској је пољопривредна колективизација покушана неколико пута између 1948. и 1956. (са катастрофалним резултатима), све док није била успешна почетком 1960-их под Јаношом Кадаром. Први озбиљни покушај колективизације засноване на стаљинистичкој пољопривредној политици предузет је у јулу 1948. године. И економски и директни полицијски притисак коришћен је да се сељаци принуде да се придруже задругама, али је велики број уместо тога одлучио да напусти своја села. До раних 1950-их, само једна четвртина сељака је пристала да се придружи задругама.
У пролеће 1955. обновљена је тежња за колективизацијом, поново коришћењем физичке силе за подстицање чланства, али је и овај други талас завршио суморним неуспехом. Након догађаја из Мађарске револуције 1956. године, владајућа Мађарска социјалистичка радничка партија одлучила се за постепенију колективизацију. Главни талас колективизације догодио се између 1959. и 1961. године, а на крају овог периода више од 95% пољопривредног земљишта у Мађарској прешло је у власништво колективних фарми. Фебруара 1961. Централни комитет је прогласио да је колективизација завршена.

### Чехословачка
У Чехословачкој, централизоване земљишне реформе након Првог светског рата омогућиле су дистрибуцију већине земље сељацима и сиромашнима и створиле велике групе релативно добростојећих фармера (иако је сиромаштво у селу и даље постојало). Ове групе нису показивале подршку комунистичким идеалима. 1945. године, одмах након Другог светског рата, започела је нова земљишна реформа са новом социјалистичком владом. Прва фаза подразумевала је конфискацију имовине Немаца, Мађара и сарадника нацистичког режима у складу са такозваним Бенешевим декретима. Друга фаза, проглашена такозваним Дуришевим законима (по комунистичком министру пољопривреде), заправо је значила потпуну ревизију предратне земљишне реформе и настојала да се максимално приватно власништво сведе на 150 ha (370 acres) пољопривредног земљишта. и 250 ha (620 acres) било које земље.
Трећа и последња фаза забрањивала је поседовање земље изнад 50 ha (120 acres) за једну породицу. Ова фаза је спроведена у априлу 1948. године, два месеца након што је Комунистичка партија Чехословачке силом преузела власт. Фарме су почеле да се колективизују, углавном под претњом санкција. Најтврдокорнији земљорадници били су прогањани и затварани. Најчешћи облик колективизације била је земљорадничка задруга ( чеш. Jednotné zemědělské družstvo, ЈЗД; слч. Jednotné roľnícke družstvo, ЈРД). Колективизација је спроведена у три фазе (1949–1952, 1953–1956, 1956–1969) и званично је окончана применом устава из 1960. којим је успостављена Чехословачка Социјалистичка Република, који је приватно власништво учинио незаконитим.
Многе ране задруге су пропале и поново су створене. Њихова продуктивност је била ниска јер су давали мале плате и никакве пензије, а нису успели да створе осећај колективног власништва; мале крађе су биле уобичајене, а храна је постала оскудна. Видевши масовни одлив људи из пољопривреде у градове, влада је почела масовно да субвенционише задруге како би животни стандард фармера изједначио са животним стандардом градских становника; то је била дугорочна званична политика владе. Обезбеђена су средства, механизација и ђубриво; млади из сеоских средина су били принуђени да студирају пољопривреду; а ученици су редовно слати (невољно) да помажу у задругама. Субвенције и стални притисци уништили су преостале приватне пољопривреднике; само их је шачица остала после 1960-их. Животни стил сељана је на крају достигао ниво градова, а сеоско сиромаштво је елиминисано. Чехословачка је поново могла да произведе довољно хране за своје грађане. Цена овог успеха била је огромно губљење ресурса јер задруге нису имале подстицај да унапреде ефикасност. Сваки комад земље је обрађиван без обзира на трошкове, а земљиште је постало јако загађено хемикалијама. Такође, интензивна употреба тешке механизације оштетила је горњи слој тла. Штавише, задруге су биле озлоглашене по превеликој запослености.
Крајем 1970-их, привреда Чехословачке је ушла у стагнацију, а државна предузећа нису била у стању да се изборе са појавом модерних технологија. Неколико пољопривредних предузећа (где су правила била мање строга него у државним) искористила су ову ситуацију да почну да обезбеђују високотехнолошке производе. На пример, једини начин да се купи рачунар компатибилан са PC-јем касних 1980-их био је да га набавите (по изузетно високој цени) од једне пољопривредне компаније која је деловала као препродавац.
Након пада комунизма у Чехословачкој 1989. године, субвенције за пољопривреду су заустављене, што је довело до разорних ефеката. Већина задруга је имала проблема да се такмичи са технолошки напредном страном конкуренцијом и није била у могућности да прибави улагања за побољшање своје ситуације. Доста велики проценат њих је пропао. Остали који су остали обично су били недовољно финансирани, без компетентног менаџмента, без нове машинерије и живота из дана у дан. Запосленост у пољопривредном сектору је значајно опала (са приближно 25% становништва на приближно 1%).

### Источна Немачка
Колективне фарме у Немачкој Демократској Републици обично су се звале Landwirtschaftliche Produktionsgenossenschaft (ЛПГ), и блиско је одговарао совјетском колхозу. Источна Немачка је такође имала неколико државних фарми које су биле еквивалентне совјетском sovkhoz, који су се звали Volkseigenes Gut (ВЕГ). Структуром газдинстава у ономе што се звало Источна Елбија до немачке поделе већ су доминирале латифундије, а тиме и земљишна реформа која је оправдана денацификационим основама и са циљем да се уништи омражена пруска Јункер класа од стране левице већ за време Вајмарске републике, а за коју су окривљавали пруски милитаризам и ауторитарне тенденције немачког Рајха и касније нацистичке Немачке, у почетку је био популаран код многих малих фармера и сељака без земље. Источнонемачки председник Вилхелм Пик сковао је слоган Junkerland in Bauernhand! („Јункер земља у руке фармера!“) за промовисање земљишне реформе, која је у почетку била обећана да ће бити умеренија од пуне колективизације. Иако су владајућа Социјалистичка партија јединства и Совјетска војна управа у Немачкој обећали да ће дозволити великим земљопоседницима да задрже своју земљу, они су протерани пошто је ТНГ уведен 1953. године. После 1959. сви фармери су морали да предају земљу у независном власништву и придруже се ТНГ-у. Слично Совјетском Савезу, на крају је већина земље пребачена у ентитете под контролом државе де јуре или де фацто, а бивши фармери су постали запослени – сада у држави уместо некадашњој Junker класи.

### Кина
Под вођством Мао Цедунга (1949–1976), Народна Република Кина је доживела еру колективизације. Слично Стаљиновим идеалима, Мао је покушао да брзо претвори кинеску економију у социјалистичко друштво кроз индустријализацију и колективизацију, у периоду познатом као "Велики скок напред". Рурална колективизација је почела убрзо након што је КПК објавила своју „генералну линију за прелазак на социјализам“ из 1953. године. Током наредних шест година, колективизација је попримила неколико облика који су постепено напредовали: групе за узајамну помоћ, примитивне задруге и народне комуне. Како напомиње професор на Лондонској школи економије и политичких наука Лин Чун, истраживачи се слажу да се комунизација одвијала углавном на добровољној основи, чиме је избегнуто и насиље и саботажа до којих је дошло током совјетске колективизације. Попут професора Барија Натона, она примећује да је кинеска колективизација текла глатко делом зато што је, за разлику од совјетског искуства, мрежа државних институција већ постојала на селу. Слично, професор Едвард Фридман описује кинески процес колективизације као „чудо над чудима“.
Касније су земљу погодиле велике поплаве и суше. Ово, у комбинацији са употребом озбиљно погрешне политике лисенкоизма и Кампање четири штеточине, изазвало је „ Велику кинеску глад 1959.“, где је скоро 30 милиона људи умрло од глади. Странка је званично окривила поплаве и суше за глад; међутим, члановима странке на партијским састанцима било је јасно да је глад узрокована углавном њиховом сопственом политиком. Недавне студије такође показују да су до велике глади довели подстицаји за каријеру у систему политбироа, као и политички радикализам.
Колективизација земље путем комуналног система омогућила је брзу индустријализацију Кине кроз државну контролу производње и набавке хране. Ово је омогућило држави да убрза процес акумулације капитала, постављајући на крају успешну основу физичког и људског капитала за економски раст кинеских реформи и отварања.
Након смрти Мао Цедунга, Денг Сјаопинг је реформисао начин колективне пољопривреде. Од тог периода, скоро сви кинески усеви су почели да успевају, а не само жито. Реформа је укључивала одузимање земље богатим власницима земље за коришћење пољопривредног земљишта за сељаке, али не и власништво. Ова политика је повећала производњу и помогла да се преокрену ефекти Великог скока напред. Два главна разлога зашто је Кина успела била су зато што је 1) влада изабрала постепене промене, чиме је задржала монопол Комунистичке партије Кине и 2) зато што је процес реформи почео одоздо, а касније се проширио на врх. Током читавог процеса реформи, Комунистичка партија је позитивно реаговала на реформске иницијативе одоздо према горе које су произашле из руралног становништва. Денг Сјаопинг је описао реформски процес као „прелазак реке осећајући камење“. Ова изјава се односи на кинески народ који је позивао на реформе које је желео, тако што је „ставио камење пред његове ноге“, а он би онда само одобрио реформе које је народ желео. Сељаци су мимо власти покренули сопствени „систем одговорности домаћинства“. Након што је кинеска трговина приватно оцењена успешном, све што је Денг морао да уради је да одобри њену легализацију. Ова повећана конкуренција између фармера у земљи и иностранству, што значи да је радничка класа са ниским платама почела да буде позната широм света, повећавајући кинеске СДИ.
Студија из 2017. показала је да су кинески сељаци клали огроман број теглећих животиња као одговор на колективизацију, јер би им то омогућило да задрже месо и сакрију се, а не да пребацују теглеће у колективе. Студија процењује да је „губитак животиња био 12 до 15 одсто, или 7,4-9,5 милиона мртвих. Производња житарица је опала за 7 процената због мање употребе животиња и мање продуктивности.“

### Куба
У првим годинама након Кубанске револуције, владине власти су експериментисале са пољопривредним и пољопривредним производним задругама. Између 1977. и 1983. године, фармери су почели да се колективизују у ЦПА – Cooperativa de Producción Agropecuaria (Пољопривредне производне задруге). Пољопривредници су били охрабрени да продају своју земљу држави ради оснивања задруге, примајући уплате на период од 20 година, док су такође делили плодове ЦПА. Придруживање ЦПА омогућило је појединцима који су раније били раштркани широм села да се преселе на централизовану локацију са повећаним приступом струји, медицинској нези, становању и школама. Демократска пракса тежи да буде ограничена на пословне одлуке и ограничена је централизованим економским планирањем кубанског система.
Друга врста пољопривредне производне задруге на Куби је УБПЦ – Unidad Básica de Producción Cooperativa (Основна јединица задруге производње). Закон који дозвољава стварање УБПЦ-а донет је 20. септембра 1993. године. Користи се за трансформацију многих државних фарми у УБПЦ, слично трансформацији руских совхоза (државних фарми) у колхозе (колективне фарме) од 1992. године. Закон је дао неограничено плодоуживање радницима УБПЦ-а у складу са претходно дефинисаним циљем да повеже раднике са земљом. Установио је материјалне подстицаје за повећање производње везивањем зарада радника за укупну производњу УБПЦ-а и повећаном управљачком аутономијом и учешћем радника у управљању радним местом.

### Пољска
Пољски назив колективне фарме био је rolnicza spółdzielnia produkcyjna што значи пољопривредна производна задруга. Колективизација у Пољској је заустављена 1956. године; касније је подржана национализација.

### Северна Кореја
Крајем 1990-их, систем колективне пољопривреде је пропао под притиском суше. Процене смртних случајева услед гладовања кретале су се у милионима, иако влада није дозволила спољним посматрачима да испитају размере глади. Погоршавајући озбиљност глади, влада је оптужена да је преусмерила међународне залихе помоћи својим оружаним снагама. Пољопривреда у Северној Кореји је много претрпела од природних катастрофа, недостатка плодне земље и лошег управљања, што је често довело до тога да се нација ослања на страну помоћ као примарни извор хране.

### Танзанија
Прелазак на колективну пољопривреду у Танзанији био је заснован на совјетском моделу руралног развоја. Године 1967, председник Џулијус Њерере издао је „Социјализам и рурални развој“ којим је предложено стварање села Ујамаа. Пошто је већина сеоског становништва била расута на широј територији, а пољопривредом се традиционално бавила индивидуално, сеоско становништво је државним акцијама било принуђено да се креће заједно, да се заједнички бави земљорадњом. Након присилне миграције, подстицај за учешће у заједничким пољопривредним активностима подстакнут је признањем владе.
Ови подстицаји, поред тога што су подстицали одређени степен учешћа, такође су привукли оне чији примарни интереси нису били опште добро у села Ујамаа. Ово, поред Наредбе из 1973. која је налагала да сви људи морају да живе у селима (Операција Вијиџи) нарушило је одрживост комуналних пројеката. Да би комунална газдинства била успешна, сваки члан села морао би да допринесе најбоље што може. Због недостатка девиза, механизација рада је била немогућа, па је било неопходно да сваки сељанин допринесе ручном раду.

### Југославија
Колективна пољопривреда је уведена као политика власти Савеза комуниста Југославије у читавој Социјалистичкој Федеративној Републици Југославији након Другог светског рата, насилним одузимањем земље предратним власницима и ограничавањем поседа у приватном власништву прво на 25, а касније на 10 хектара. Велика, државна газдинства су била позната као „Земљорадничке задруге“, а пољопривредници који су радили на њима морали су да испуне производне квоте да би задовољили потребе становништва, у супротном би били кажњавани одузимањем имовине и затворским казнама.
Југословенски комунисти, инспирисани совјетском праксом, спроводили су агресивну кампању колективизације и принудног откупа пољопривредних производа. Ове непопуларне мере посебно су појачане у време када је требало доказати оданост стаљинистичкој догми. Спровођен је обрачун са кулацима и колективизација села по совјетском узору, уз бруталну употребу силе и мучења према сељацима. Талас репресије после 1948. праћен је масовним хапшењем и прогоном десетина хиљада сељака у откупној и колективизационој кампањи, уз честа убиства. Било је и сељачких устанака у то време, који су били у крви угушени. Према плану револуције на селу, у првој, прелазној фази, требало је ослонити се на сиромашне сељаке и такозвану средњу класу и тако елиминисати кулачки елемент. У другој фази – колективизацији по узору на СССР – требало је одлучити шта учинити са малопоседничком структуром, ојачати државни сектор, а приватни сектор ликвидирати или потпуно маргинализовати.
За спровођење „планског откупа”, стваране су читаве екипе од врха државе до најмањег засеока. Формално, по Уредби, откуп је на терену требало да изврше срески и месни народни одбори, а у пракси је то вршила машинерија среских комитета КП и Удбе. Тачније, чланови и сарадници обе ове власти, који су се звали активисти. „Активисти“ су регрутовани из нижих категорија пољопривредника, а у вишим су откравени „кулаци“. Отимали су жито, стоку, вуну, сало – све од белог лука до волова и имања. Када више нису имали шта да им узму, терали су их у затворе, тукли, давили, осуђивали на вишегодишње затворске казне, из којих се многи нису вратили ни живи ни мртви.
Принудни откуп је оправдан пред нашом и светском јавношћу, потребама Војске Југославије, градског становништва и сиромашних крајева.
Што су биле жешће оптужбе са Руске комунистичке партије да су постали америчке слуге, КПЈ је појачавала свој терор над сељацима, који је достигао врхунац у периоду 1949-1950. Одузимањем жита и стоке хтели су да присиле богате сељаке да се „добровољно” упишу у задругу. Онима који нису пристали узимали су и последње зрно из оставе и последње говедо из штале, а затим би тражили још уз допунски порез. Ако би га неко платио, оптуживан је да је то раније сакрио.
Након што је Скупштина Југославије усвојила 21. марта 1950. нови закон, „кулаци“ су амнестирани од даљег издржавања казне, али им одузета имовина није враћена.
Овај систем је у великој мери укинут током 1950-их. Погледајте: Закон од 23. августа 1945. са изменама и допунама до 1. децембра 1948. године.

## Добровољна колективизација

### Европа
У Европској унији колективна пољопривреда је прилично уобичајена и пољопривредне задруге држе 40% тржишног удела међу 27 држава чланица. У Холандији, задружна пољопривреда има тржишни удео од приближно 70%, што је друго место у ЕУ после Финске. У Француској, задружна пољопривреда представља 40% производње националне прехрамбене индустрије и скоро 90 милијарди евра бруто прихода, покривајући један од три бренда хране у земљи.
Постоје и намерне заједнице које се баве колективном пољопривредом.

### Индија
У индијским селима једно поље (обично парцела од три до пет јутара) могу колективно да обрађују сељани, од којих сваки нуди свој рад као допринос, вероватно један или два дана по сезони усева. Добијени усев не припада ниједној особи и користи се као понуда. Радни инпут је понуда сељака у улози свештеника.

### Израел
Колективна пољопривреда је такође спроведена у кибуцима у Израелу, која је почела 1909. године као јединствена комбинација ционизма и социјализма – позната као раднички ционизам. Концепт се повремено суочавао са критикама јер је економски неефикасан и превише се ослања на субвенционисане кредите.
Мање позната врста колективне фарме у Израелу је мошав шитуфи (дословно колективно насеље), где се производњом и услугама управља колективно, као у кибуцу, али су одлуке о потрошњи препуштене индивидуалним домаћинствима. У погледу организације задруга, мошав шитуфи се разликује од много чешћег мошава (или мошава овдима), у суштини услужне задруге на нивоу села.
Године 2006. у Израелу је било 40 мошавих шитуфија, у поређењу са 267 кибуца.
Колективна пољопривреда у Израелу се разликује од колективизма у комунистичким државама по томе што је добровољна. Међутим, укључујући и мосхавим, различити облици колективне фарме су традиционално били и остали примарни пољопривредни модел, пошто у Израелу постоји само мали број потпуно приватних фарми изван мошава.

### Мексико
У Мексику је систем Ејидо дао сиромашним пољопривредницима права на колективно коришћење пољопривредног земљишта.

### Канада и САД
Анабаптистички Хутерити су се бавили заједничким пољопривредом од 16. века. Већина њих сада живи у канадским преријама и северним Великим равницама САД, као и у јужном Онтарију у Канади.
Западна Канада је донедавно имала централизовани одбор за пшеницу где су фармери обично били обавезни да продају своју пшеницу провинцији која је продавала производ по високој заједничкој цени. Онтарио тренутно има одбор за млеко који обавезује већину произвођача млека да своје млеко продају покрајини по регулисаном квалитету и цени.
Покрет добровољних колективних фарми започео је 2008. године у Истраживачком троуглу под називом crop mob. Идеја се проширила широм Сједињених Држава, а мање од 10 година касније ова посебна врста случајне, спонтане колективне фарме вођене друштвеним медијима је пријављена на више од 70 места.

## У популарној култури
У телушком филму Sreekaram из 2021., главни протагониста подстиче људе да се баве земљорадњом у заједници.
Совјетски филм Генерална линија из 1929. приказује Марту и групу сељака који организују колхоз. Филм је почео да се производи као промоција гледишта троцкистичке леве опозиције о колективизацији. Након успона Јосифа Стаљина и протеривања његовог ривала Лава Троцког, у великој мери је ремонтован у простаљинистички филм Старо и ново.
Совјетски украјински филм Земља из 1930. приказује сељака који охрабрује своје село у Украјинској Совјетској Социјалистичкој Републици да пређе на колективизацију.